# José Arturo Trejo Nava
José Arturo Trejo Nava (* 25. November 1955 in Mexiko-Stadt) ist ein mexikanischer Botschafter.

## Leben
José Arturo Trejo Nava machte einen Bachelorabschluss in Physik und Mathematik am Instituto Politécnico Nacional sowie den Master im Fach "Internationale Beziehungen" der Boston University in den USA. Trejo Nava trat 1980 in den auswärtigen Dienst seines Landes, wo er die Abteilung Osteuropa leitete. Er war in Deutschland und Russland als Geschäftsträger akkreditiert. Von Mai 2001 bis November 2007 war er Botschafter in Belize und von November 2007 bis August 2016 Botschafter in Saudi-Arabien, wobei er auch bei den Regierungen von Bahrein, Kuwait, Oman und dem Jemen akkreditiert war. Seit dem 26. August 2016 ist er Botschafter in Rumänien. Trejo Nava lehrte an der Universität von Belize, an der Universidad de Quintana Roo, am National Defense College und an der Marineakademie in Mexiko.
| Vorgänger                | Amt | Nachfolger                           |
| ------------------------ | --- | ------------------------------------ |
| Juan Pablo Duch Martínez | Mexikanischer Geschäftsträger in Moskau Am 15. November 1994 Geschäfte übernommen am 17. März 1996 abgelöst | José Ángel Abelardo Treviño Martínez |
| Raúl López Lira          | Mexikanischer Botschafter in Riad Am 16. August 2007 ernannt, am 13. November 2007 Büro bezogen             | Juan Alfredo Miranda Ortiz           |
| Agustín Gutiérrez Canet  | Mexikanischer Botschafter in Rumänien Am 26. August 2016 Amt angetreten                                     | —                                    |